# Black Jack (musikalbum)
Black Jack är ett soundtrack på CD/LP med originalmusiken från långfilmen Black Jack som gavs ut 1990 med orkestrarna Black Jack, Berth Idoffs och Thor Görans. 
Lotta Engberg medverkar också på en låt med Berth Idoffs. 
Albumet innehåller bland annat "Inget stoppar oss nu" av Lasse Holm samt "Dansa hela natten" av Keith Almgren som framförs i filmens nyårsscen, och är utgivet på Frituna.
En cover på låten "Dansa hela natten" spelades bland annat in av Micke Ahlgrens 1992 på albumet Röd är kärlekens färg (album) och av Leif Norbergs.

## Låtlista
1. Inget stoppar oss nu - Black Jack (Lasse Holm)
2. Som en ängel - Berth Idoffs (Lasse Holm-Ingela Forsman)
3. Sista dansen - Black Jack (Bert Månson)
4. En solskenssång - Thor Görans (Peter Grundström)
5. Corrine, Corrina - Black Jack (Trad.arr: Lars-Åke Svantesson)
6. Säg att vi ses - Berth Idoffs (Lasse Holm)
7. Rock 'n' roll är du - Black Jack (Lasse Holm)
8. Lycka för mej - Berth Idoffs med Lotta Engberg (Magnus Persson)
9. I ett lusthus - Black Jack (Johnny Thunqvist-Kaj Svenling)
10. För alltid din - Thor Görans (Peter Grundström)
11. Så nära havet - Black Jack (J.C.Ericsson)
12. Tack för en vanlig dag - Berth Idoffs (Peter Åhs-Ingela Forsman)
13. Dansa hela natten - Black Jack (Keith Almgren)
14. Hit kommer jag nog inte mer (Rhythm of the Rain) - (John Gummoe-Britt Lindeborg)

### Fotnoter
1. ↑  ”Blackjack”. Svensk mediedatabas. 26 februari 1990. http://smdb.kb.se/catalog/id/001480704. Läst 5 januari 2016.